# Barbu Lăutaru
Barbu Lăutaru, właśc. Vasile Barbu (ur. prawd. 17 grudnia 1780 w Jassach, zm. 18 sierpnia 1858 tamże) – rumuński wokalista, wirtuoz gry na  skrzypcach, kobzie i fletni Pana (rum. nai).

## Życiorys
Na chrzcie otrzymał imię Vasile. Wywodził się z rodziny romskiej o wielopokoleniowych tradycjach muzycznych zwanych lăutari – czyli tradycyjna nazwa zawodowych muzyków. Ojciec Stan Barbu był jego nauczycielem muzyki od najmłodszych lat. Od niego przejął wiele ballad i eposów ludu mołdawskiego. Trzech synów Barbu kontynuowało tradycje muzyczne lăutari: George Scripcariul, Vasile Scripcariul i Ioan Scripcariul.
Pomimo tego że był niepiśmienny, jego kreatywność, interpretacja i wirtuozeria przyniosła mu sławę i legendę za życia. Przyczynił się do wzbogacenia i rozwoju muzyki ludowej w wersji lăutari. Łączył rumuńską muzykę ludową z elementami bizantyjskimi, orientalnymi, zachodnioeuropejskimi i romansami rosyjskimi. W 1812 został wybrany naczelnikiem cechu muzyków w rodzinnym mieście. Wybierany co roku pełnił tę funkcję przez 40 lat, otoczony powszechnym szacunkiem. Odbył liczne podróże przez prowincje zamieszkałe przez lud rumuński. Koncertował z zespołem w zajazdach, ogrodach publicznych i salach balowych dworów możnowładców. W Kiszyniowie (od 1812 przyłączone do Rosji) grywał dwukrotnie (1814, 1822.
Podczas podróży przez kraje rumuńskie węgierskiego kompozytora Ferenca Liszta doszło do spotkania z Barbu Lăutaru, w styczniu 1847 w Jassach. Francuski tygodnik La Vie Parisienne w 1874 odnotował spotkanie tych dwóch geniuszy muzycznych na przyjęciu w rezydencji (obecnie filharmonia i uniwersytet) możnowładcy Alecu Balșa. Liszt zachwycony wirtuozerią Barbu wykrzyknął "Bóg uczynił cię większym ode mnie!" i nasypał garść złotych monet do kubka Barbu. Inspiracją skomponowanej rapsodii Liszta była muzyka grana przez Barbu pamiętnego wieczora w 1847.
Podobizna Barbu została uwieczniona w rysunku z natury przez Carola Popp de Szathmary, przechowywana jest w Bibliotece Akademii RPR (Academia Republicii Populare Române Bibliotecă).
Zmarł w Jassach 18 sierpnia 1858, został pochowany na cmentarzu parafialnym przy cerkwi św. Jana Złotoustego.